# Tvångsäktenskap
Ett tvångsäktenskap är ett äktenskap som ingås trots att endera eller båda parterna inte vill det eller ett äktenskap som ingås med stor inblandning av andra än det blivande äkta paret.
Tvångsäktenskap är kriminaliserat i Sverige och återfinns i brottsbalken 4 kap. 4 c §, Äktenskapstvång.

## Tvångsäktenskap i världen

### Afghanistan
Enligt Afghanistan Independent Human Rights Commission, upp emot 80% av alla äktenskap äger rum utan samtycke från bruden som ofta är omyndig. Mellan 60-80% av alla äktenskap är tvångsäktenskap.

### Storbritannien
I Storbritannien uppgav Foreign and Commonwealth Office Forced Marriage Unit att de givit stöd och råd i 1468 fall under år 2011.

### Sverige
Skolor i Skåne upptäcker runt 25 fall om året, de flesta flickor, där ungdomar gifts bort mot sin vilja under dödshot.
En man dömdes i den första svenska domen för äktenskapstvång vid Lunds tingsrätt i juli 2016 för att ha försökt gifta bort sin 23-åriga dotter mot hennes vilja med en man i Afghanistan. Pappan sexuellt ofredade och misshandlade även dotterns svenska pojkvän.

### Tyskland
År 2011 fann en studie av tyska familjeministeriet att 3 000 var gifta mot sin vilja varav 30 % var minderåriga (se Barnäktenskap).